# Hroby (zámek)
Hroby jsou zámek ve stejnojmenné vesnici u Radenína v okrese Tábor v Jihočeském kraji. Zámek vznikl barokní přestavbou starší renesanční tvrze a jeho areál je chráněn jako kulturní památka.

## Historie

### Stará tvrz
Prvním panským sídlem v Hrobech bývala tvrz, na které podle Augusta Sedláčka v roce 1376 sídlil Smil z Hrobů. Později zde do roku 1392 žil Albert Masopust z Hrob, za jehož sirotky statek spravoval Ondřej Roháč z Dubé. Hroby poté neznámým způsobem získal Držek ze Sedlce, předek rodu Hrobských ze Sedlce, který začal používat přídomek „z Hrob“. V roce 1408 vykonával podací právo k hrobskému kostelu spolu s Mikulášem z Dobronic. Držek zemřel nejpozději v roce 1411 a zanechal po sobě sirotky Jana a Adlička, jejichž poručníkem se stal Ctibor z Polánky a od roku 1415 Hrdibor ze Štipoklas.
Dalším vlastníkem vsi byl nejspíše Petr z Hrobu, který roku 1420 sloužil králi Zikmundovi. Šlechta v okolí však většinou stála na straně husitů, a proto svou službu vykonával v jiných oblastech. Jeho nástupcem byl Jan Hrobský ze Sedlce připomínaný v letech 1428–1463. Statek po něm převzal katolík Jiří Hrobský ze Sedlce, který ke Hrobům přikoupil Radenín a přestěhoval se tamní tvrz. Hroby včetně tvrze poté zpustly a z celé vesnice zůstal stát jen kostel a fara.
Ve dvacátých letech šestnáctého století patřila půda okolo Hrobů k radenínskému panství Petra Smrčky ze Mnichu. Po Petrově smrti se jeho tři synové dne 6. dubna 1529 rozdělili o otcův majetek. Každý z nich dostal třetinu podacího práva k hrobskému kostelu, ale samotná vesnice připadla Jiřímu Smrčkovi. Za něj byla ves Hroby obnovena, a z jeho synů ji zdědil nejstarší Jan. V roce 1577 však Hroby prodal Oldřichovi staršímu Smrčkovi na Radeníně. U Radenínského panství poté vesnice zůstala až do začátku sedmnáctého století, kdy Hroby připadly Adamu Smrčkovi ze Mnichu.

### Zámek

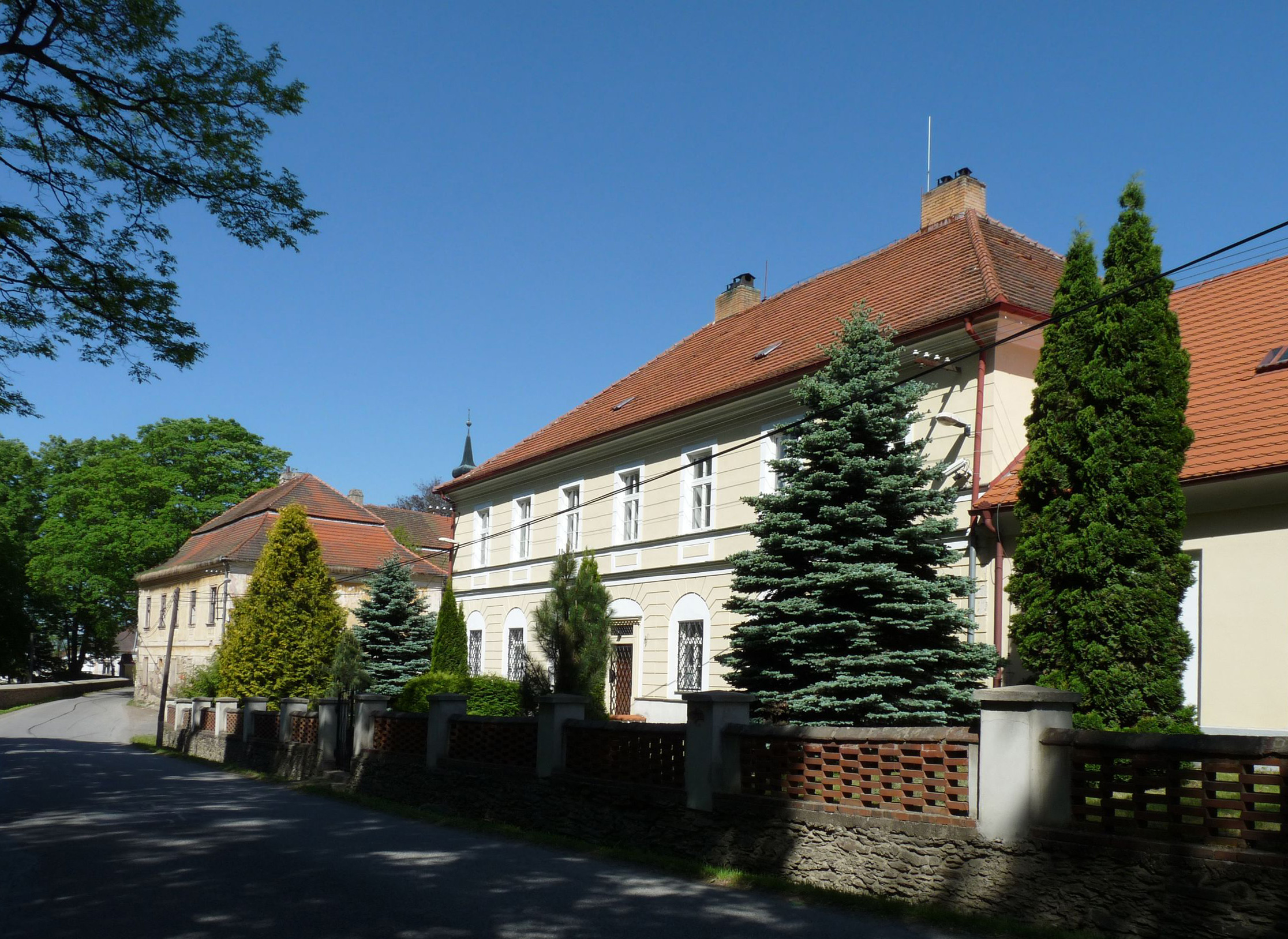
Správní budova v hospodářském dvoře

Adam Smrčka ze Mnichu si v sousedství zpustlé hrobské tvrze nechal postavit renesanční zámek. Krátce před svou smrtí se zúčastnil stavovského povstání, za což byl posmrtně dne 16. listopadu 1622 odsouzen ke ztrátě třetiny majetku. Hroby byly zabaveny a dvě třetiny jejich hodnoty měly být dědicům vyplaceny. Roku 1623 pak Hroby, Pořín, Zahrádku, poplužní dvůr v Nuzbelích a pustý dvůr Sedlec koupil Augustin Fellner z Feldeku za 14 205 kop a 31 míšeňských grošů. Po jeho smrti statek spravovala vdova Anežka z Myšlína. Teprve v roce 1643 jej postoupila synovi Volfu Václavovi z Feldeku. Volf se oženil s Voršilou Bechyňovou z Lažan a narodilo se jim pět synů a čtyři dcery. Volf Václav zemřel roku 1650 a za nezletilé děti majetek spravovala vdova. O poručnictví přišla po druhém sňatku s Janem Koňasem z Vydří. Její nejstarší syn Augustin Matyáš se poručnictví nad mladšími sourozenci vzdal, a správcem se tak stal druhorozený syn Kryštof Václav.
Kryštof Václav z Feldeku žil na hrobském zámku se svou manželkou Alžbětou Sybilou z Heidenreichenu. V roce 1658 se jim narodila dcera Augustina Lidmila a o rok později syn Volf. Statek však byl už od dob jeho děda i otce zadlužený, a proto sám navrhl úřední ocenění a prodej majetku. Soudní komisař jej poté prodal Kryštofově manželce Alžbětě Sybile za 14 000 rýnských zlatých, ale ani ona ho dlouho neudržela a 21. dubna 1666 od ní zámek za 15 000 zlatých koupila hraběnka Kateřina Eliška Sparová, rozená z Malovic. Jejím druhým manželem se stal Vojtěch Jiří Voračický z Paběnic. Narodil se jim syn Antonín, který jako nezletilý po matčině smrti Hroby zdědil.
Sirotčí statek pak roku 1675 koupil hejtman císařského dělostřelectva Petr Koch, ale dne 18. prosince 1688 jej i se Zahrádkou, Pořínem, Radostovicemi a částí Nuzbel prodal své dceři Marii Cecilii, provdané Malovcové. Jejím potomkem byl František Jiří Koch, který renesanční tvrz přestavěl na barokní zámek. Jeho syn František Jiří Koch ho v roce 1753 prodal hraběnce Marii Terezii Krakovské z Kolovrat, majitelce radenínského panství.
Marie Terezie se provdala za hraběte Ferdinanda Magna Desfourse a po nich Radenín i s Hroby zdědil Jan Václav Desfours,  s jehož dcerou Marií Terezií se oženil hrabě Leopold Kolovrat Krakovský. Jeho potomkům pak celé panství patřilo až do roku 1878, kdy zemřel Jindřich Kolovrat. Kolovratové nechali v roce 1831 zámeckou budovu rozšířit směrem do dvora o tři krátká křídla. Zámek zdědila Jindřichova dcera Jindřiška a sňatkem jej dne 20. října 1846 získal hrabě Josef Baillet de Latour (1815–1891). Latourům pak Hroby patřily až do roku 1948. Ve druhé polovině dvacátého století zámek využívala armáda jako skladiště.
Ve druhé polovině května 1945 vytvořili sovětští vojáci v areálu zámku ubytovnu pro sovětské zajatce a dělníky vracející se z Německa. Zároveň byla ve škole vyšetřovna vlasovců a válečných zajatců. Početní stav v zámku byl stále 1 200 až 1 500 mužů, v průběhu léta se zde vystřídalo asi 6 000 osob. Poslední odcházeli se sovětskými vojáky na konci podzimu 1945.

## Stavební podoba

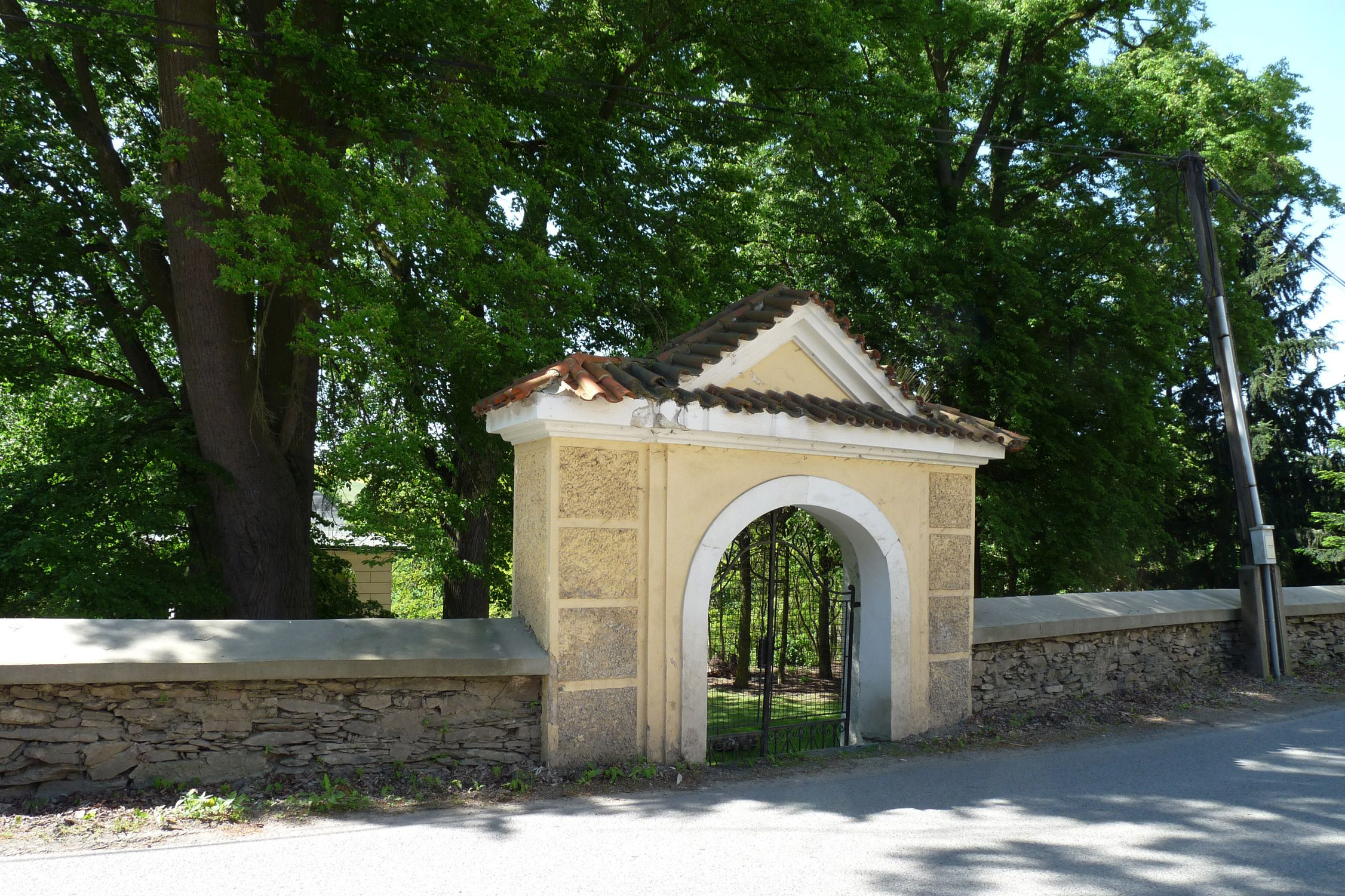
Brána zámeckého parku

Hlavní zámecká budova je obdélná, jednopatrová a směrem do dvora ji rozšiřují tři krátká křídla. V hlavním průčelí je balkon a nad ním tympanon s erbem Krakovských z Kolovrat. V zámku se dochovalo členění vnitřních prostor a zbytky figurální fresek.
K památkově chráněnému areálu patří také hospodářský dvůr se správními budovami, v nichž se zachovaly klenuté prostory. V parku, odděleném od zámku silnicí II/409, stojí skleník a klasicistní altán. Zámek se dvorem a parkem vytváří hodnotný urbanistický komplex se sousedním kostelem Nanebevzetí Panny Marie.
V parku roste dub letní chráněný od roku 2005 jako památný strom s obvodem kmene 510 centimetrů.